# Schizotus pectinicornis
Schizotus pectinicornis es una especie de coleóptero de la familia Pyrochroidae.

## Distribución geográfica
Habita en Europa.